# Roofslak
Een roofslak is een slak die leeft door andere dieren, zoals slakken en schelpdieren te 'jagen' en te verorberen, soms terwijl de prooi nog leeft, soms na het doden ervan.

## Waarde voor de mens
In de jaren 1950 richtte de geaderde stekelhoorn een slachting aan onder de oester- en mosselsoorten in de Zwarte Zee. Sinds 1998 duikt de slak ook op aan de zuidkust van Bretagne, waar de Bretonse schelpdierkwekers eenzelfde slachting vrezen. Of ook de Nederlandse oester- en mosselkweek en de Nederlandse kustfauna gevaar lopen, was in 2005 nog niet bekend.
De Amerikaanse roofslak Euglandina rosea werd halverwege de 20e eeuw ingezet als natuurlijk bestrijdingsmiddel tegen de grote agaatslak, die op Tahiti en Hawai na introductie een pest geworden was. De Amerikaanse roofslak bleek het echter vooral gemunt te hebben op de Polynesische boomslak die binnen enkele jaren bijna uitgestorven was op de eilanden. Een honderttal soorten ervan stierven in het wild zelfs helemaal uit.
De Rumina decollata is een geduchte rover van de tuinslak en leeft van nature in het Middellandse zeegebied. Slakkenkwekers aldaar hebben een groot probleem als de Rumina zijn weg in de kwekerij gevonden heeft, want het decimeert in korte tijd hele populaties. Deze slak wordt dan ook door tuinders als biologische bestrijdingsmiddel tegen tuinslakken ingezet.

## Soorten
Er bestaan vele soorten slakken die als roofslak te boek staan. Dit is een incomplete lijst ervan:

### Zoutwater
- Geaderde stekelhoorn. Deze slak kent meerdere manieren om zijn prooi te verorberen: Meestal verstikt het tweekleppigen door zich rond het schelpdier te wikkelen. Wanneer deze dan geforceerd de kleppen opent steekt de slak haar proboscis naar binnen. De wulk kan ook een slijm afscheiden dat al dan niet biotoxines bevat om de prooi te verzwakken. Het dier is echter ook in staat door schelpen heen te boren om bij het vlees te komen.[6]
- Schepjes
- Kegelslakken. De kegelslak gebruikt een gifangel om de prooi te verlammen. Na verlamming wordt de prooi via de voedselbuis naar binnen gezogen en opgegeten.
- Olividae

### Zoetwater
- Helenaslak

### Land
Huisjesslakken:
- Euglandina rosea
- Rumina decollata
- Haplotrema concavum
- Huttonella bicolor
- Varicella gracillima floridana
- Varicella gracillima floridana
- Daudebardia
- Poiretia cornea

Naaktslakken:
- Testacella species
- Selenochlamys ysbryda. Op zoek naar prooi verkent deze naaktslak met name wormgangen. Hiervoor wordt het achterste einde van het lichaam verankert, terwijl het voorste deel van het dier zich in de gang strekt. Als niets wordt aangetroffen trekt het lichaam samen en wordt hetzelfde bij een zijgang gedaan.